# Комуна 2
Кому́на 2 (нім. Kommune 2) — політично вмотивована комуна в Німеччині, утворена в серпні 1967 року в Шарлоттенбурзі і остаточно розпущена влітку 1968 року. Комуна намагалася поєднати колективне життя з політичною роботою і співіснувала одночасно з «Комуною I», порівнюючи з якою її також називали «політичною комуною».
Комуну заснували в серпні 1967 року, але проіснувала лише рік, до літа 1968 року. Більшість її учасників становили вихідці з Соціалістичного німецького студентського союзу, зокрема Клаус Гільгенманн, Ян-Карл Распе та Айке Геммер.
У комуні було поширено сексуальне насильство над дітьми. У різних матеріалах описано декілька випадків насилля, зокрема над 4-річною донькою Дітера Кунцельмана 4 квітня 1968 року. У роботі Ганса-Магнуса Енценсбергера також описуються сексуальні дії дітей одне з одним, деякі з яких були ініційовані дорослими членами комуни.